# 33e législature du Canada

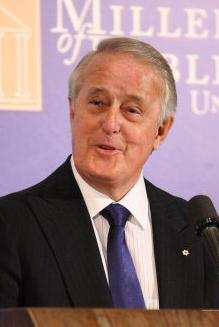
Brian Mulroney fut premier ministre durant la.

La 33e législature du Canada fut en session du 5 novembre 1984 au 1er octobre 1988. Sa composition fut établie par les élections de 1984, tenues le 4 septembre, et fut légèrement modifiée par des démissions et des élections partielles survenues avant les élections de 1988. 
Cette législature fut contrôlée par une majorité parlementaire détenue par le Parti progressiste-conservateur de Brian Mulroney. L'Opposition officielle fut représentée par le Parti libéral dirigé par le premier ministre sortant John Napier Turner.
Les Présidents furent d'abord John William Bosley et ensuite John Allen Fraser.
En vertu de la « clause des droits acquis », le nombre de sièges d'une province à la Chambre des communes, soit le parlement du Canada, ne peut jamais être inférieur à ce qu'il était lors de la 33e législature du Canada. De ce fait, le plancher du nombre de députés détenus par chacune des provinces est égal au nombre de sièges détenus lors de la 33e législature.

## Représentation des partis
| Affiliation       | Affiliation               | Députés         | Députés          | Sénateurs            | Sénateurs        |
| Affiliation       | Affiliation               | Élus en de 1984 | À la dissolution | À l'élection de 1984 | À la dissolution |
| ----------------- | ------------------------- | --------------- | ---------------- | -------------------- | ---------------- |
|                   | Progressiste-conservateur | 211             | 203              | 23                   | 36               |
|                   | Libéral                   | 40              | 38               | 74                   | 59               |
|                   | NPD                       | 30              | 32               | 0                    | 0                |
|                   | Indépendants              | 1               | 4                | 4                    | 5                |
| Total des membres | Total des membres         | 282             | 277              | 101                  | 100              |
|                   | Vacant                    | —               | 5                | 3                    | 4                |
| Total des sièges  | Total des sièges          | 282             | 282              | 104                  | 104              |

## Projets de lois majeurs

### 1resession

#### 1984
- 7 décembre : le gouvernement dépose le projet de loi C-15 qui propose une réforme en profondeur le régime de contrôle des investissements étrangers et créé une nouvelle agence nommée Investissement Canada en remplacement de l'Agence d'examen de l'investissement étranger (AEIE) qui existe depuis 1974[1]. Le projet de loi est salué par la Chambre de commerce du Canada même si la Chambre constate que des obstacles aux investissements étrangers existeraient toujours malgré le projet de loi C-15[2].
  - Le projet de loi est parrainé par le ministre de l'Expansion économique régionale Sinclair Stevens (en)[1]. Il débute sa deuxième lecture du projet de loi le 11 décembre 1985[3].
  - La Loi sur Investissement Canada est sanctionnée le 20 juin 1985[4]. La Loi sur l'examen de l'investissement étranger est alors abrogée[5].

#### 1986
- 26 février : présentation des avis de motion des voies et moyens relatifs au budget fédéral de 1986. Les mesures incluent notamment l'instauration d'une surtaxe de 3 % sur le revenu des particuliers et entreprises et une hausse des droits d'accise[6].

## Liste des députés

### Alberta
| Circonscription      | Circonscription | Nom                    | Parti |
| -------------------- | --------------- | ---------------------- | ----- |
| Athabasca            |                 | Jack Shields           | PC    |
| Bow River            |                 | Gordon Taylor          | PC    |
| Calgary-Centre       |                 | Harvie Andre           | PC    |
| Calgary-Est          |                 | Alex Kindy             | PC    |
| Calgary-Nord         |                 | Paul Gagnon            | PC    |
| Calgary-Ouest        |                 | Jim Hawkes             | PC    |
| Calgary-Sud          |                 | Bobbie Sparrow         | PC    |
| Crowfoot             |                 | Arnold Malone          | PC    |
| Edmonton-Est         |                 | William Lesick         | PC    |
| Edmonton-Nord        |                 | Steve Paproski         | PC    |
| Edmonton-Ouest       |                 | Murray Dorin           | PC    |
| Edmonton-Sud         |                 | Jim Edwards            | PC    |
| Edmonton—Strathcona  |                 | David Kilgour          | PC    |
| Lethbridge—Foothills |                 | Blaine Thacker         | PC    |
| Medicine Hat         |                 | Robert Harold Porter   | PC    |
| Peace River          |                 | Albert Cooper          | PC    |
| Pembina              |                 | Peter Elzinga          | PC    |
| Pembina              |                 | Walter van de Walle    | PC    |
| Red Deer             |                 | Gordon Towers          | PC    |
| Vegreville           |                 | Don Mazankowski        | PC    |
| Wetaskiwin           |                 | Kenneth Schellenberger | PC    |
| Yellowhead           |                 | Joe Clark              | PC    |

### Colombie-Britannique
| Circonscription              | Circonscription | Nom                   | Parti |
| ---------------------------- | --------------- | --------------------- | ----- |
| Burnaby                      |                 | Svend Robinson        | NPD   |
| Capilano                     |                 | Mary Collins          | PC    |
| Cariboo—Chilcotin            |                 | Lorne Greenaway       | PC    |
| Comox—Powell River           |                 | Raymond Skelly        | NPD   |
| Cowichan—Malahat—Les Îles    |                 | James Manly           | NPD   |
| Esquimalt—Saanich            |                 | Patrick Crofton       | PC    |
| Fraser Valley East           |                 | Ross Belscher         | PC    |
| Fraser Valley-Ouest          |                 | Robert Wenman         | PC    |
| Kamloops—Shuswap             |                 | Nelson Riis           | NPD   |
| Kootenay-Est—Revelstoke      |                 | Stan Graham           | PC    |
| Kootenay-Ouest               |                 | Robert Brisco         | PC    |
| Mission—Port Moody           |                 | Gerry St. Germain     | PC    |
| Nanaimo—Alberni              |                 | Ted Schellenberg      | PC    |
| New Westminster—Coquitlam    |                 | Pauline Jewett        | NPD   |
| North Vancouver—Burnaby      |                 | Chuck Cook            | PC    |
| Okanagan-Nord                |                 | Vincent Dantzer       | PC    |
| Okanagan—Similkameen         |                 | Frederick King        | PC    |
| Prince George—Bulkley Valley |                 | Robert McCuish        | PC    |
| Prince George—Peace River    |                 | Frank Oberle (père)   | PC    |
| Richmond—Delta-Sud           |                 | Tom Siddon            | PC    |
| Skeena                       |                 | James Fulton          | NPD   |
| Surrey—White Rock—Delta-Nord |                 | Benno Friesen         | PC    |
| Vancouver-Centre             |                 | Pat Carney            | PC    |
| Vancouver-Est                |                 | Margaret Ann Mitchell | NPD   |
| Vancouver Kingsway           |                 | Ian Waddell           | NPD   |
| Vancouver Quadra             |                 | John Turner           | PLC   |
| Vancouver-Sud                |                 | John Fraser           | PC    |
| Victoria                     |                 | Allan McKinnon        | PC    |

### Île-du-Prince-Édouard
| Circonscription | Circonscription | Nom              | Parti |
| --------------- | --------------- | ---------------- | ----- |
| Cardigan        |                 | Pat Binns        | PC    |
| Egmont          |                 | George Henderson | PLC   |
| Hillsborough    |                 | Thomas McMillan  | PC    |
| Malpeque        |                 | Melbourne Grass  | PC    |

### Manitoba
| Circonscription      | Circonscription | Nom             | Parti |
| -------------------- | --------------- | --------------- | ----- |
| Brandon—Souris       |                 | Lee Clark       | PC    |
| Churchill            |                 | Rodney Murphy   | NPD   |
| Dauphin              |                 | Brian Withe     | PC    |
| Lisgar               |                 | Jack Murta      | PC    |
| Portage—Marquette    |                 | Charles Mayer   | PC    |
| Provencher           |                 | Jake Epp        | PC    |
| Saint-Boniface       |                 | Léo Duguay      | PC    |
| Selkirk—Interlake    |                 | Felix Holtmann  | PC    |
| Winnipeg-Nord        |                 | David Orlikow   | NPD   |
| Winnipeg-Nord-Centre |                 | Cyril Keeper    | NPD   |
| Winnipeg—Assiniboine |                 | Dan McKenzie    | PC    |
| Winnipeg—Birds Hill  |                 | Bill Blaikie    | NPD   |
| Winnipeg—Fort Garry  |                 | Lloyd Axworthy  | PLC   |
| Winnipeg—St. James   |                 | Clement Minaker | PC    |

### Nouveau-Brunswick
| Circonscription          | Circonscription | Nom               | Parti |
| ------------------------ | --------------- | ----------------- | ----- |
| Carleton—Charlotte       |                 | Fred McCain       | PC    |
| Fundy—Royal              |                 | Robert Corbett    | PC    |
| Gloucester               |                 | Roger Clinch      | PC    |
| Madawaska—Victoria       |                 | Bernard Valcourt  | PC    |
| Moncton                  |                 | Dennis Cochrane   | PC    |
| Northumberland—Miramichi |                 | W.R. Jardine      | PC    |
| Restigouche              |                 | Albert Girard     | PC    |
| Saint-Jean—Lancaster     |                 | Gerald Merrithew  | PC    |
| Westmorland—Kent         |                 | Fernand Robichaud | PLC   |
| York—Sunbury             |                 | J. Robert Howie   | PC    |

### Nouvelle-Écosse
| Circonscription             | Circonscription | Nom                | Parti |
| --------------------------- | --------------- | ------------------ | ----- |
| Annapolis Valley—Hants      |                 | Pat Nowlan         | PC    |
| Cape Breton Highlands—Canso |                 | Lawrence O'Neil    | PC    |
| Cap-Breton—Richmond-Est     |                 | David Dingwall     | PLC   |
| Cap-Breton—The Sydneys      |                 | Russell MacLellan  | PLC   |
| Central Nova                |                 | Elmer MacKay       | PC    |
| Cumberland—Colchester       |                 | Robert Coates (en) | PC    |
| Dartmouth—Halifax-Est       |                 | Michael Forrestall | PC    |
| Halifax                     |                 | Stewart MacInnes   | PC    |
| Halifax-Ouest               |                 | Howard Crosby      | PC    |
| South Shore                 |                 | Lloyd Crouse       | PC    |
| South Western Nova          |                 | Coline Campbell    | PC    |

### Ontario
| Circonscription            | Circonscription | Nom                  | Parti       |
| -------------------------- | --------------- | -------------------- | ----------- |
| Algoma                     |                 | Maurice Foster       | PLC         |
| Beaches                    |                 | Neil Young           | NPD         |
| Brampton—Georgetown        |                 | John McDermid        | PC          |
| Brant                      |                 | Derek Blackburn      | NPD         |
| Broadview—Greenwood        |                 | Lynn McDonald        | NPD         |
| Bruce—Grey                 |                 | Gary Gurbin          | PC          |
| Burlington                 |                 | Bill Kempling        | PC          |
| Cambridge                  |                 | Chris Speyer         | PC          |
| Cochrane                   |                 | Keith Penner         | PLC         |
| Davenport                  |                 | Charles Caccia       | PLC         |
| Don Valley-Est             |                 | Bill Attewell        | PC          |
| Don Valley-Ouest           |                 | John Bosley          | PC          |
| Durham—Northumberland      |                 | Allan Lawrence       | PC          |
| Eglinton—Lawrence          |                 | Roland de Corneille  | PLC         |
| Elgin                      |                 | John Wise            | PC          |
| Erie                       |                 | Girve Fretz          | PC          |
| Essex—Kent                 |                 | James Caldwell       | PC          |
| Essex—Windsor              |                 | Steven Langdon       | NPD         |
| Etobicoke-Centre           |                 | Michael Wilson       | PC          |
| Etobicoke-Nord             |                 | Robert Pennock       | PC          |
| Etobicoke—Lakeshore        |                 | Patrick Boyer        | PC          |
| Glengarry—Prescott—Russell |                 | Don Boudria          | PLC         |
| Grey—Simcoe                |                 | Gus Mitges           | PC          |
| Guelph                     |                 | William Winegard     | PC          |
| Haldimand—Norfolk          |                 | Bud Bradley          | PC          |
| Halton                     |                 | Otto Jelinek         | PC          |
| Hamilton-Est               |                 | Sheila Copps         | PLC         |
| Hamilton Mountain          |                 | Ian Deans            | NPD         |
| Hamilton Mountain          |                 | Marion Dewar         | NPD         |
| Hamilton-Ouest             |                 | Peter Peterson       | PC          |
| Hamilton—Wentworth         |                 | Geoffrey Scott (en)  | PC          |
| Hastings—Frontenac         |                 | William Vankoughnet  | PC          |
| Huron—Bruce                |                 | Murray Cardiff       | PC          |
| Kenora—Rainy River         |                 | John Parry           | NPD         |
| Kent                       |                 | Elliott Hardey       | PC          |
| Kingston et les Îles       |                 | Flora MacDonald      | PC          |
| Kitchener                  |                 | John Reimer          | PC          |
| Lambton—Middlesex          |                 | Sidney Fraleigh      | PC          |
| Lanark—Renfrew—Carleton    |                 | Paul Dick            | PC          |
| Leeds—Grenville            |                 | Jennifer Cossitt     | PC          |
| Lincoln                    |                 | Shirley Martin       | PC          |
| London-Est                 |                 | Jim Jepson           | PC          |
| London-Ouest               |                 | Thomas Hockin        | PC          |
| London—Middlesex           |                 | Terry Clifford       | PC          |
| Mississauga-Nord           |                 | Robert Horner        | PC          |
| Mississauga-Sud            |                 | Donald Blenkarn      | PC          |
| Nepean—Carleton            |                 | William Tupper       | PC          |
| Niagara Falls              |                 | Rob Nicholson        | PC          |
| Nickel Belt                |                 | John Rodriguez       | NPD         |
| Nipissing                  |                 | Moe Mantha           | PC          |
| Northumberland             |                 | George Hees          | PC          |
| Ontario                    |                 | Thomas Fennell       | PC          |
| Oshawa                     |                 | Ed Broadbent         | NPD         |
| Ottawa—Carleton            |                 | Barry Turner         | PC          |
| Ottawa-Centre              |                 | Michael Cassidy      | NPD         |
| Ottawa-Ouest               |                 | David Daubney        | PC          |
| Ottawa—Vanier              |                 | Jean-Robert Gauthier | PLC         |
| Oxford                     |                 | Bruce Halliday       | PC          |
| Parkdale—High Park         |                 | Andrew Witer         | PLC         |
| Parry Sound—Muskoka        |                 | Stan Darling         | PC          |
| Perth                      |                 | Harry Brightwell     | PC          |
| Peterborough               |                 | Bill Domm            | PC          |
| Prince Edward—Hastings     |                 | John Ellis           | PC          |
| Renfrew—Nipissing—Pembroke |                 | Len Hopkins          | PLC         |
| Rosedale                   |                 | David Crombie        | PC          |
| Sarnia                     |                 | Kenneth James        | PC          |
| Sault Ste. Marie           |                 | James Kelleher       | PC          |
| Scarborough-Centre         |                 | Pauline Browes       | PC          |
| Scarborough-Est            |                 | Robert Hicks         | PC          |
| Scarborough-Ouest          |                 | Reginald Stackhouse  | PC          |
| Simcoe-Nord                |                 | Doug Lewis           | PC          |
| Simcoe-Sud                 |                 | Ronald Stewart       | PC          |
| Spadina                    |                 | Dan Heap             | NPD         |
| St. Catharines             |                 | Joseph Reid          | PC          |
| St. Paul's                 |                 | Barbara McDougall    | PC          |
| Stormont—Dundas            |                 | Norman Warner        | PC          |
| Sudbury                    |                 | Douglas Frith        | PLC         |
| Thunder Bay—Atikokan       |                 | Iain Angus           | NPD         |
| Thunder Bay—Nipigon        |                 | Ernie Epp            | NPD         |
| Timiskaming                |                 | John MacDougall      | PC          |
| Timmins—Chapleau           |                 | Aurèle Gervais       | PC          |
| Trinity                    |                 | Aideen Nicholson     | PLC         |
| Victoria—Haliburton        |                 | William Scott        | PC          |
| Waterloo                   |                 | Walter Maclean       | PC          |
| Welland                    |                 | Allan Pietz          | PC          |
| Wellington—Dufferin—Simcoe |                 | Perrin Beatty        | PC          |
| Willowdale                 |                 | John Oostrom         | PC          |
| Windsor-Ouest              |                 | Herb Gray            | PLC         |
| Windsor—Walkerville        |                 | Howard McCurdy       | NPD         |
| York-Centre                |                 | Bob Kaplan           | PLC         |
| York-Est                   |                 | Alan Redway          | PC          |
| York-Nord                  |                 | Tony Roman           | Indépendant |
| York-Ouest                 |                 | Sergio Marchi        | PLC         |
| York—Peel                  |                 | Sinclair Stevens     | PC          |
| York—Scarborough           |                 | Paul McCrossan       | PC          |
| York-Sud—Weston            |                 | John Nunziata        | PLC         |

### Québec
| Circonscription                  | Circonscription | Nom                                          | Parti |
| -------------------------------- | --------------- | -------------------------------------------- | ----- |
| Abitibi                          |                 | Guy Saint-Julien                             | PC    |
| Argenteuil                       |                 | Lise Bourgault                               | PC    |
| Beauce                           |                 | Gilles Bernier                               | PC    |
| Beauharnois—Salaberry            |                 | Jean-Guy Hudon                               | PC    |
| Bellechasse                      |                 | Pierre Blais                                 | PC    |
| Berthier—Maskinongé              |                 | Robert de Cotret                             | PC    |
| Blainville—Deux-Montagnes        |                 | Monique Landry                               | PC    |
| Bonaventure—Îles-de-la-Madeleine |                 | Darryl L. Gray                               | PC    |
| Bourassa                         |                 | Carlo Rossi                                  | PLC   |
| Brome—Missisquoi                 |                 | Gabrielle Bertrand                           | PC    |
| Chambly                          |                 | Richard Grisé                                | PC    |
| Champlain                        |                 | Michel Champagne                             | PC    |
| Charlesbourg                     |                 | Monique Tardif                               | PC    |
| Charlevoix                       |                 | Charles-André Hamelin                        | PC    |
| Châteauguay                      |                 | Ricardo López                                | PC    |
| Chicoutimi                       |                 | André Harvey                                 | PC    |
| Dollard                          |                 | Gerry Weiner                                 | PC    |
| Drummond                         |                 | Jean-Guy Guilbault                           | PC    |
| Duvernay                         |                 | Vincent Della Noce                           | PC    |
| Frontenac                        |                 | Marcel Masse                                 | PC    |
| Gamelin                          |                 | Michel Gravel                                | PC    |
| Gaspé                            |                 | Charles-Eugène Marin                         | PC    |
| Gatineau                         |                 | Claudy Mailly                                | PC    |
| Hochelaga-Maisonneuve            |                 | Édouard Desrosiers                           | PC    |
| Hull                             |                 | Joseph Isabelle                              | PLC   |
| Joliette                         |                 | Roch La Salle                                | PC    |
| Jonquière                        |                 | Jean-Pierre Blackburn                        | PC    |
| Kamouraska—Rivière-du-Loup       |                 | André Plourde                                | PC    |
| Labelle                          |                 | Fernand Ladouceur                            | PC    |
| Lac-Saint-Jean                   |                 | Clément M. Côté (démissionne)                | PC    |
| Lac-Saint-Jean                   |                 | Lucien Bouchard (élection partielle en 1988) | PC    |
| Lachine                          |                 | Robert Layton                                | PC    |
| Langelier                        |                 | Michel Côté                                  | PC    |
| La Prairie                       |                 | Fernand Jourdenais                           | PC    |
| Lasalle                          |                 | Claude Lanthier                              | PC    |
| Laurier                          |                 | David Berger                                 | PLC   |
| Laval                            |                 | Guy Ricard                                   | PC    |
| Laval-des-Rapides                |                 | Raymond Garneau                              | PLC   |
| Lévis                            |                 | Gabriel Fontaine                             | PC    |
| Longueuil                        |                 | Nic Leblanc                                  | PC    |
| Lotbinière                       |                 | Maurice Tremblay                             | PC    |
| Louis-Hébert                     |                 | Suzanne Fortin-Duplessis                     | PC    |
| Manicouagan                      |                 | Brian Mulroney                               | PC    |
| Matapédia—Matane                 |                 | Jean-Luc Joncas                              | PC    |
| Mégantic—Compton—Stanstead       |                 | François Gérin                               | PC    |
| Montmorency—Orléans              |                 | Anne Blouin                                  | PC    |
| Mont-Royal                       |                 | Sheila Finestone                             | PLC   |
| Montréal—Mercier                 |                 | Carole Jacques                               | PC    |
| Montréal—Sainte-Marie            |                 | Jean-Claude Malépart                         | PLC   |
| Notre-Dame-de-Grâce              |                 | Warren Allmand                               | PLC   |
| Outremont                        |                 | Lucie Pépin                                  | PLC   |
| Papineau                         |                 | André Ouellet                                | PLC   |
| Pontiac—Gatineau—Labelle         |                 | Barry Moore                                  | PC    |
| Portneuf                         |                 | Marc Ferland                                 | PC    |
| Québec-Est                       |                 | Marcel R. Tremblay                           | PC    |
| Richelieu                        |                 | Louis Plamondon                              | PC    |
| Richmond                         |                 | Alain Tardif                                 | PLC   |
| Rimouski—Témiscouata             |                 | Eva Côté                                     | PC    |
| Roberval                         |                 | Benoît Bouchard                              | PC    |
| Rosemont                         |                 | Suzanne Blais-Grenier                        | PC    |
| Saint-Denis                      |                 | Marcel Prud'homme                            | PLC   |
| Saint-Henri—Westmount            |                 | Donald Johnston                              | PLC   |
| Saint-Hyacinthe                  |                 | Andrée Champagne                             | PC    |
| Saint-Jacques                    |                 | Jacques Guilbault                            | PLC   |
| Saint-Jean                       |                 | André Bissonnette                            | PC    |
| Saint-Léonard—Anjou              |                 | Alfonso Gagliano                             | PLC   |
| Saint-Maurice                    |                 | Jean Chrétien (démissionne)                  | PLC   |
| Saint-Maurice                    |                 | Gilles Grondin (élection partielle en 1987)  | PLC   |
| Saint-Michel                     |                 | Marie Thérèse Killens                        | PLC   |
| Shefford                         |                 | Jean Lapierre                                | PLC   |
| Sherbrooke                       |                 | Jean Charest                                 | PC    |
| Témiscamingue                    |                 | Gabriel Desjardins                           | PC    |
| Terrebonne                       |                 | Robert Toupin                                | PC    |
| Trois-Rivières                   |                 | Pierre H. Vincent                            | PC    |
| Vaudreuil                        |                 | Pierre H. Cadieux                            | PC    |
| Verchères                        |                 | Marcel Danis                                 | PC    |
| Verdun—Saint-Paul                |                 | Gilbert Chartrand                            | PC    |

### Saskatchewan
| Circonscription             | Circonscription | Nom               | Parti |
| --------------------------- | --------------- | ----------------- | ----- |
| Assiniboia                  |                 | Leonard Gustafson | PC    |
| Humboldt—Lake Centre        |                 | Vic Althouse      | NPD   |
| Kindersley—Llyodminster     |                 | Bill McKnight     | PC    |
| Mackenzie                   |                 | Jack Scowen       | PC    |
| Moose Jaw                   |                 | Bill Gottselig    | PC    |
| Prince Albert               |                 | Stanley Hovdebo   | NPD   |
| Qu'Appelle—Moose Mountain   |                 | Alvin Hamilton    | PC    |
| Regina-Est                  |                 | Simon De Jong     | NPD   |
| Regina-Ouest                |                 | Leslie Benjamin   | NPD   |
| Saskatoon-Est               |                 | Donald Ravis      | PC    |
| Saskatoon-Ouest             |                 | Ray Hnatyshyn     | PC    |
| Swift Current—Maple Creek   |                 | Geoff Wilson      | PC    |
| The Battlefords—Meadow Lake |                 | John Gormley      | PC    |
| Yorkton—Melville            |                 | Lorne Nystrom     | NPD   |

### Terre-Neuve
| Circonscription                | Circonscription | Nom                         | Parti |
| ------------------------------ | --------------- | --------------------------- | ----- |
| Bonavista—Trinity—Conception   |                 | Morrissey Johnson           | PC    |
| Burin—St. George's             |                 | Joseph Price                | PC    |
| Gander—Twillingate             |                 | George Baker                | PLC   |
| Grand Falls—White Bay—Labrador |                 | Bill Rompkey                | PLC   |
| Humber—Port au Port—St. Barbe  |                 | Brian Tobin                 | PLC   |
| St. John's-Est                 |                 | James McGrath (démissionne) | PC    |
| St. John's-Est                 |                 | Jack Harris                 | NPD   |
| St. John's-Ouest               |                 | John Crosbie                | PC    |

### Territoires du Nord-Ouest
| Circonscription | Circonscription | Nom            | Parti |
| --------------- | --------------- | -------------- | ----- |
| Nunatsiaq       |                 | Thomas Suluk   | PC    |
| Western Arctic  |                 | Dave Nickerson | PC    |

### Yukon
| Circonscription | Circonscription | Nom                        | Parti |
| --------------- | --------------- | -------------------------- | ----- |
| Yukon           |                 | Erik Nielsen (démissionne) | PC    |
| Yukon           |                 | Audrey McLaughlin          | NPD   |